# Pussay
Pussay é uma comuna francesa na região administrativa da Ilha de França, no departamento de Essonne. Estende-se por uma área de 11.55 km². Em 2010 a comuna tinha 2 183 habitantes (densidade: 189 hab./km²).